# Magdalena Bartoș
Magdalena Bartoș (n. 23 iulie 1954, București, România) este o scrimeră română specializată pe floretă.
A început să practice scrima cu antrenorul Alexandru Csipler. A fost laureat cu bronz mondial pe echipe de cinci ori și a participat la Jocurile Olimpice din 1976 de la Montreal. Pentru aceste realizări a fost numită maestru a sportului în 1973 și maestru emerit a sportului în 1998. După ce s-a retras din competiție a devenit antrenor de scrimă. Este soția voleibalistului olimpic Mihai Chezan.